# Elfie Semotan

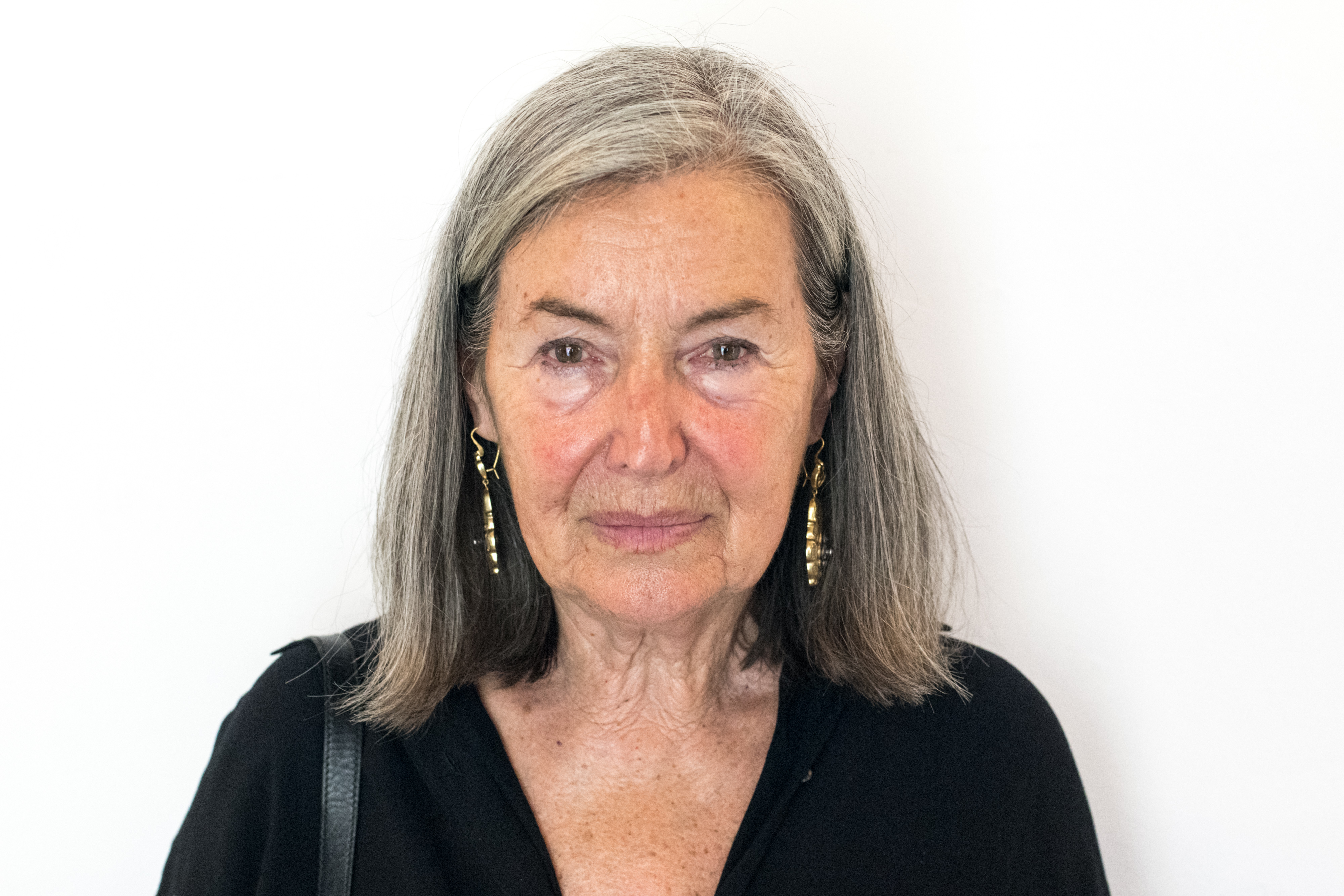
Elfie Semotan (2019)

Elfie Semotan (* 25. Juli 1941 in Wels) ist eine österreichische Fotografin.

## Leben
1960 machte Elfie Semotan ihren Abschluss an der Modeschule Hetzendorf in Wien. Anschließend wollte sie Taschen designen und arbeitete einige Monate für die Modeschöpferin Gertrud Höchsmann. Da die Aussichten in der Modebranche in Wien damals nicht vielversprechend waren, zog sie 1961 nach Paris und verdiente ihr Geld dort zunächst als Fotomodell.
Während der Zeit in Paris lernte sie den Fotografen John Cook kennen, die beiden wurden ein Paar. Von Cook lernte Semotan das Fotografieren, das sie mehr interessierte als vor der Kamera zu stehen. Semotan freundete sich auch mit Sarah Moon an, die zur gleichen Zeit mit dem Fotografieren begann. 1971 kehrte Semotan zusammen mit Cook nach Wien zurück, wo ihre Karriere als Fotografin begann, Gestalt anzunehmen. Semotan und Cook arbeiteten bei Cooks Film Ich schaff’s einfach nimmer zusammen. Eine weitere Kooperation für einen Film mit dem Arbeitstitel Portrait eines Modells kam nicht mehr zustande, weil sich die beiden trennten.
1973 heiratete Semotan den Künstler Kurt Kocherscheidt (1943–1992). Die gemeinsamen Söhne Ivo und August wurden 1974 und 1982 geboren.
Ab 1976 fotografierte und filmte Semotan Werbekampagnen. Bekannt sind u. a. ihre Arbeiten für Palmers und Römerquelle. Ab 1985 arbeitete sie als Porträtfotografin für internationale Magazine wie Vogue, Elle, Esquire, Marie Claire, Harper’s Bazaar, The New Yorker. Außerdem wurde sie mit Reisedokumentationen und Künstlerporträts beauftragt.
Ab 1986 arbeitete Semotan mit Helmut Lang zusammen. Nach dem Tod Kurt Kocherscheidts 1992 zog Semotan nach New York und ist dort seitdem als Werbe- und Modefotografin tätig. Zu ihren Auftraggebern gehören Interview, Esquire, Harper’s Bazaar und das i-D Magazine.
1996 heiratete Semotan den Künstler Martin Kippenberger (1953–1997), der bereits 1997 verstarb. Sie konzipierte mit ihm zusammen das Floß der Medusa und fotografierte ihn für sein Werk Frieda für alle.
2003 erhielt Semotan eine Gastprofessur an der Universität für angewandte Kunst in Wien. In diesem Rahmen unternahm sie eine Studienreise nach Libyen. Der von Joerg Burger gedrehte Dokumentarfilm Elfie Semotan, Photographer über die Arbeit von Semotan wurde 2019 veröffentlicht.
Elfie Semotan lebt heute in New York, Wien und in Jennersdorf im südlichen Burgenland.

## Auszeichnungen
- 1998: Preis der Stadt Wien für Bildende Kunst[2]
- 2004: Goldenes Verdienstzeichen des Landes Wien[2]
- 2011: Österreichisches Ehrenzeichen für Wissenschaft und Kunst
- 2024: Großer Kulturpreis des Landes Oberösterreich für Fotografie[3][4]

## Ausstellungen
- 2005: Elfie Semotan. © Elfie Semotan. Universalmuseum Joanneum[5]
- 2013: Elfie Semotan. Werkschau. Kunsthalle Krems[6]
- 2019: Elfie Semotan. Contradiction. C/O Berlin[7]
- 2021: Elfie Semotan. Haltung und Pose. Kunst Haus Wien[8]
- 2022: All personal. Fotohof, Salzburg[9]
- 2024: Inspiration comes from Everyday Life zusammen mit der Architektin, Autorin und Modedesignerin Nina Hollein im Austrian Cultural Forum New York, Mai bis September[10]
- 2025: Behind the Camera. Fotografien von Elfie Semotan und Sarah Moon. Flatz-Museum, Dornbirn.[11]

## Werke (Auswahl)
- Eine andere Art von Schönheit. Aufgezeichnet von Ute Woltron. Brandstätter, Wien 2016, ISBN 978-3-85033-926-1[12]
- Haltung und Pose. Fotohof Edition, Salzburg 2021, ISBN 978-3-903334-20-5.
- All Personal. Fotohof Edition, Salzburg 2023, ISBN 978-3-903334-53-3.[13]

## Filmrolle
- Mit einem Tiger schlafen. Spielfilm, Österreich 2024, 107 Min., Buch und Regie: Anja Salomonowitz. Elfie Semotan spielt sich im Film selbst.